# Миколай IV
Миколай IV, O.F.M. (лат. Nicolaus; 30 вересня 1227—4 квітня 1292) — сто дев'яностий папа Римський, понтифікат якого тривав з 22 лютого 1288 до 4 квітня 1292 року, францисканський монах, який був папським легатом до греків за папи Григорія X (1271—1276) у 1272 році, а також став наступником Бонавентури як генерала цього ордену у 1274 році. Папа Миколай III призначив його кардиналом. Обраний папою після 10 місяців вакансії після смерті папи Гонорія IV.
Був благочестивим і миролюбним монахом, який не мав особливих амбіцій щодо проведення хрестових походів і переслідування єресей. Дотримувався нейтрального курсу щодо політичних груп Риму. У травні 1289 року коронував короля Неаполя та Сицилії Карла II (1285—1309) після того, як він визнав папу сюзереном. У лютому 1291 року уклав договір між королем Арагону Альфонсо III (1285—91) і королем Франції Філіпом IV (1285—1314) з метою вигнання короля Арагону Хайме II (1285—1296) з Сицилії. Втрата Аккри у 1291 році змусила Миколая IV відновити спроби організації хрестового походу. Він послав місіонерів працювати серед болгар, ефіопів, татар та китайців.
Видав важливий акт 18 липня 1289 року, який гарантував кардиналам половину усіх грошових надходжень святого престолу. Помер у палаці, який збудував позаду базиліки св. Марії Маджоре. Продовжував профранцузьку політику свого попередника папи Мартина IV.